# Borkowo-Boksy
Borkowo-Boksy – wieś w Polsce, położona w województwie mazowieckim, w powiecie przasnyskim, w gminie Czernice Borowe.
Wieś wchodzi w skład sołectwa Borkowo-Falenta.
W latach 1975–1998 przysiółek administracyjnie należał do województwa ciechanowskiego.
Wierni Kościoła rzymskokatoliciego należą do rzymskokatolickiej parafii św. Jana Chrzciciela w Węgrze.